# إعلان ألما-آتا
إعلان ألما-آتا صدر عن المؤتمر الدولي للرعاية الصحية الأولية في عام 1978، وكانت لهجة الإعلان قوية وصريحة جاء فيها:
| إعلان ألما-آتا | نعبر عن الحاجة الماسة لعمل كل الحكومات وكل العاملين بالصحة والتنمية والمجتمع الدولي في سبيل حماية وتعزيز صحة كل الناس في العالم؛ إن الصحة تعني العافية الجسدية والعقلية والاجتماعية وليست مجرد الخلو من الأمراض، وهي حق أصلي للإنسان يجب أن ترعاه القطاعات الاجتماعية والاقتصادية بالاشتراك مع القطاع الصحي، وليس من المقبول سياسياً واجتماعياً واقتصادياً اختلال ميزان العدالة الصحية بين الناس، وبالأخص بين الدول المتطورة والنامية، وكما أن التنمية الاقتصادية والاجتماعية مهمة لتحقيق الصحة للجميع، فتعزيز الصحة ضروري أيضاً لصيانة التنمية الاقتصادية والاجتماعية، ويملك الناس حق المشاركة الفردية والجماعية في تخطيط وتنفيذ برامج الرعاية الصحية، وتقع على الحكومات مسؤولية رعاية صحة شعوبها عبر إجراءات صحية واجتماعية كافية لتحقيق هذا الهدف | إعلان ألما-آتا |

| إعلان ألما-آتا | الرعاية الصحية الأولية هي مفتاح تحقيق الصحة للجميع | إعلان ألما-آتا |

وحدد الإعلان هدفاً صحياً لعام 2000 تتعاون عليه الحكومات والمنظمات للوصول إلى حياة بشرية منتجة اقتصادياً واجتماعياً، واعتبر إعلانُ المؤتمر أنَّ الرعاية الصحية الأولية هي مفتاحُ تحقيق هذا الهدف الصحي، الذي اعتبر جزءً من التنمية المطلوبة لتحقيق العدل الاجتماعي، والرعاية الصحية الأولية مفهوم يربط بين النظام الصحي والتنمية الاقتصادية والاجتماعية، ويشكل أول اتصال للناس بالرعاية الصحية، فتصل الخدمات الصحية إليهم قريباً من أماكن سكنهم وعملهم، وركز الإعلان على تضافر جهود مختلف القطاعات؛ وبالأخص الزراعة، والتربية الحيوانية، والغذاء، والصناعة، والتعليم، والإسكان، والاتصالات، وغيرها، لأنه بدون التنسيق الجيد بينها لا يمكن تحقيق الأهداف الصحية، وأكد على ضرورة مشاركة الجميع أفراداً ومنظمات وحكومات، والاعتماد على الذات للاستفادة من كافة المصادر المحلية والوطنية، ودعم الرعاية الصحية الأولية عبر نظم إحالة متكاملة وفاعلة ومتعاونة، مع إعطاء الأولوية للمحتاجين، واعتبر أن فريق العمل الصحي يشمل الكلَّ أطباء، وممرضين، وفنيين، وممارسي طب شعبي مؤهلين للاستجابة الكافية لحاجات المجتمع الصحية.
وطالب الحكومات كافة بنظم صحية وطنية شاملة، تشمل سياسات واستراتيجيات وخطط وطنية لإطلاق واستمرار خدمات الرعاية الصحية الأولية.. واستنهاض الإرادة السياسية والاستعمال الحكيم للموارد المتوفرة، ودعم التعاون الدولي في هذا الاتجاه، وبالأخص لتقديم الدعم الفني إلى الدول النامية لمساعدتها في تطبيق الرعاية الصحية الأولية، وأكد إعلان ألما–آتا واجب الجميع من دول ومنظمات وأفراد في تبني الرعاية الصحية الأولية على المستوى الوطني والعالمي.

## روابط خارجية
- إعلان ألما-آتا.
- إعلان ألما-آتا